# Hällforsen
Hällforsen är ett fall i Ume älv vid Lycksele, med en fallhöjd på 9,6 meter.
Fallet är delvis utbyggt med ett vattenkraftverk med 7 meters fallhöjd.